# Robert Duval
Robert Duval, lateinisch Robertus Vallensis (* 1490 in Rouen; † 1567 in Rugles) war ein französischer Alchemist und Humanist sowie Autor. Er war Kanonikus in Chartres.
Einige seiner Schriften sind im Theatrum Chemicum abgedruckt, als Teil der einführenden Werke im ersten Band (1602). Sein De veritate et antiquitate artis chemicae (Leiden 1593, Paris 1561) kann man als frühe Chemiegeschichte auffassen (John Ferguson). Außerdem erschien von ihm De la Transformation métallique: Trois anciens tractés en rithme françois (París, 1561).